# Totes som la Jane
Totes som la Jane (títol original en anglès, Call Jane) és una pel·lícula dramàtica estatunidenca del 2022 protagonitzada per Elizabeth Banks com a mestressa de casa dels suburbis de la dècada del 1960 que s'enfronta a un embaràs que posa en perill la seva vida i posteriorment s'uneix al Col·lectiu Jane, una xarxa clandestina d'activistes per l'avortament. La pel·lícula també és protagonitzada per Sigourney Weaver, Chris Messina, Kate Mara, Wunmi Mosaku, Cory Michael Smith, Grace Edwards i John Magaro. És dirigit per Phyllis Nagy. El guió va ser escrit per Hayley Schore i Roshan Sethi.
Es va projectar al Festival de Cinema de Sundance el 21 de gener de 2022. Es va estrenar als Estats Units el 28 d'octubre de 2022 a càrrec de Roadside Attractions. S'ha subtitulat al català.